# Грошове управління Сінгапуру
Грошове управління Сінгапуру (MAS ; кит.: 新加坡金融管理局, малай. Penguasa Kewangan Singapura) — центральний банк та орган фінансового регулювання Сінгапуру. Він керує різноманітними статутами, що стосуються грошей, банківської справи, страхування, цінних паперів і фінансового сектора в цілому, а також емісії валюти. Він був заснований у 1971 році як банк та фінансовий агент уряду Сінгапуру.

## Історія

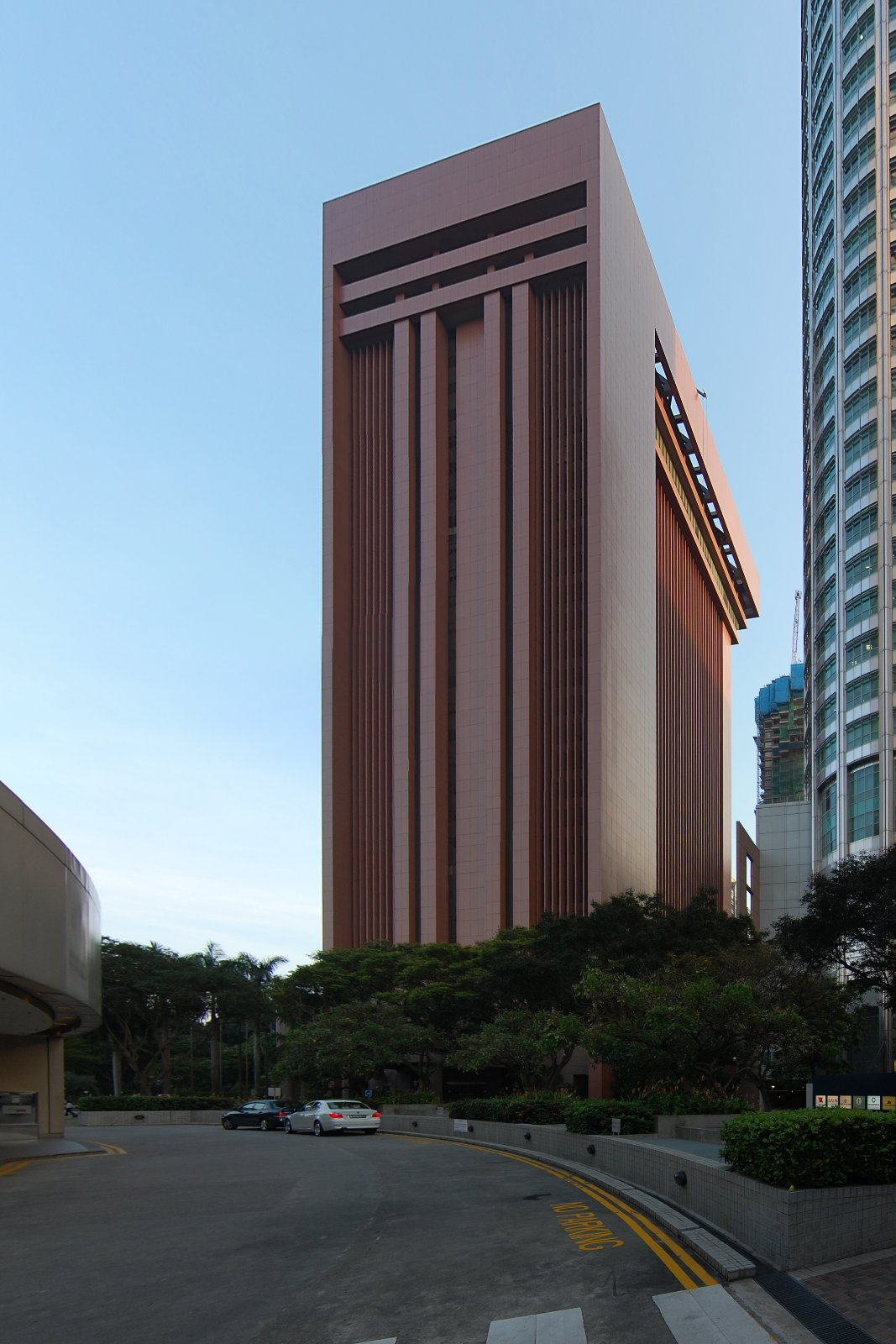
Будівля MAS на Shenton Way, штаб-квартира валютного управління Сінгапуру.

Грошове управління Сінгапуру (MAS) було засновано в 1971 році для нагляду за функціями, пов'язаними з банківською та фінансовою діяльністю. До його створення грошові функції виконували урядові відомства та установи. Акронім MAS нагадує слово mas, що означає «золото» малайською мовою, яка є національною мовою Сінгапуру.
У ході свого розвитку, Сінгапур почав потребувати складнішого банківського та грошово-кредитного середовища більш динамічного та узгодженого монетарного адміністрування. Тому в 1970 році парламент Сінгапуру прийняв Закон про грошове управління Сінгапуру, який призвів до створення MAS 1 січня 1971 року. Закон надає MAS повноваження регулювати всі елементи монетарної політики, банківської справи та фінансів у Сінгапурі.

### Борги
МAS відповідає за борги Сінгапуру. Станом на 2022 рік державний борг Сінгапуру перевищує ВВП країни приблизно на 150 %. Однак це не чистий борг, а валовий зовнішній борг, який пов'язаний з борговими зобов'язаннями у банківському секторі Сінгапуру, що свідчить про статус країни як головного світового фінансового центру. По суті, держава Сінгапур позичає, щоб інвестувати, а не витрачати. Таким чином, Сінгапур є чистим кредитором без жодних боргів перед будь-ким і має відношення чистого боргу до ВВП на рівні 0 %, яке зберігається з 1995 року.
Сінгапур є єдиною країною в Азії, яка має суверенний кредитний рейтинг AAA від усіх основних рейтингових агентств.